# Original Soundtracks 1
Original Soundtracks 1 (anche conosciuto come Original Soundtracks) è un album del 1995 registrato dagli U2 e Brian Eno, come progetto parallelo, sotto lo pseudonimo di Passengers. È una collezione di brani, scritte come se fossero la colonna sonora di film immaginari. Fanno esclusione a questo ragionamento alcuni brani utilizzati davvero in pellicola (Always Forever Now per Heat - La sfida, Miss Sarajevo per il documentario omonimo, Your Blue Room e Beach Sequence per Al di là delle nuvole di Michelangelo Antonioni e One Minute Warning per Ghost in the Shell).

## Tracce
Musiche di Passengers (Bono, The Edge, Adam Clayton, Larry Mullen Jr. e Brian Eno).
1. United Colours (da United Colours of Plutonium) – 5:31
2. Slug (da Slug) – 4:41
3. Your Blue Room (da Par-delà les nuages/Beyond the Clouds) – 5:28
4. Always Forever Now (da Always Forever Now) – 6:24
5. A Different Kind of Blue (da An Ordinary Day) – 2:02
6. Beach Sequence (da Par-delà les nuages/Beyond the Clouds) – 3:25
7. Miss Sarajevo (feat. Luciano Pavarotti) (da Miss Sarajevo) – 5:41
8. Ito Okashi (feat. Holi) (da Ito Okashi/Something Beautiful) – 3:25
9. One Minute Warning (Ghost in the Shell) – 4:40
10. Corpse (These Chains Are Way Too Long) (da Gibigiane/Reflections) – 3:35
11. Elvis Ate America (feat. Howie B and Chuck D) (da Elvis Ate America) – 2:59
12. Plot 180 (da Hypnotize (Love me 'til Dawn)) – 3:41
13. Theme from "The Swan" (da The Swan) – 3:24
14. Theme from "Let's Go Native" (da Let's Go Native) – 3:07

## Formazione

### Passengers
- Bono - voce, chitarra, pianoforte (Beach Sequence)
- The Edge - chitarra, tastiere, organo (Your Blue Room), cori, voce (Corpse)
- Adam Clayton - basso, chitarra (Your Blue Room), percussioni, voce (Your Blue Room)
- Larry Mullen - batteria, percussioni, sintetizzatori, sequencer
- Brian Eno - sintetizzatore, pianoforte

### Altri musicisti
- Luciano Pavarotti – voce in "Miss Sarajevo"
- Holi – voce in "Ito Okashi" e "One Minute Warning"
- Howie B – mixing, treatments, scratching, call vocal e rhythm track in "Elvis Ate America"
- Chuck D - cori in "Elvis Ate America"
- Craig Armstrong – string arrangement in "Miss Sarajevo"
- Paul Barrett – string arrangement in "Always Forever Now"
- Des Broadbery – sequencer in "Always Forever Now"
- David Herbert – sassofono in "United Colours" and "Corpse"
- Holger Zschenderlein – sintetizzatore in "One Minute Warning"